# Загублений в Сибіру
«Загублений в Сибіру» — радянсько-британській художній фільм режисера Олександра Мітти.

## Сюжет
Молодий британець Міллер, археолог, бере участь в розкопках на території Ірану. Його викрадають радянські спецслужби, помилково прийнявши за американського агента. Після допиту він зізнався у шпигунстві, його було відправлено до совєцького табору. Там на нього чекають і тяжкі випробування, і любов до жінки, лікаря табірного медпункту.

## В ролях
- Ентоні Ендрюс — Ендрю (Андрій «Джонович») Міллер, англійський археолог
- Олена Майорова — Ганна Іллівна, доктор
- Володимир Ільїн — Віктор Іванович Малахов
- Ірина Михальова — Лилька
- Євген Миронов — Володя Миронов
- Олексій Жарков — Нікола, злодій
- Валентин Гафт — Берія
- Олександр Буреєв — Коняєв
- Володимир Прозоров — «Чарлі»
- Харк Бом — Макс Бруновіч
- Микола Пастухов — дядько Михайло
- Юрій Шерстнёв — Пашка
- Ніколас Шагрін — шах
- Олена Секото — шахиня
- Олег Лі — генерал Такахіші
- Альберт Філозов — батько лилька
- Наталя Гундарєва — Фаїна
- Іван Бортник — чоловік Фаїни
- Зіновій Гердт — Левензон
- Юрій Соколов — «Горб»
- Олександр Глєбов — одноногий моряк
- Сергій Бадічкін — молодий лейтенант
- Микола Прокопович — генерал НКВД
- В'ячеслав Теплов — слідчий
- Петро Зайченко — слідчий
- Михайло Каплун — слідчий
- Арніс Лицитис — слідчий НКВС
- Марія Скворцова — бабуся Лільки
- Гарік Сукачов (в титрах Ігор Сукачов) — урка
- Леонід Тимцуник — Чіліта, злодій
- Михайло Жигалов — ватажок «сук»

## Призи та нагороди
- Номінація на премію «Золотий глобус» у категорії «Кращий фільм іноземною мовою».